# HMS Castor (1909)
HMS Castor var en svensk torpedbåt av 1:a klass som sjösattes 1909 och byggdes på Bergsunds Mekaniska Verkstad. Hon ombyggdes i början på 1928 till vedettbåt. Castor var känd som den torpedbåt som Prins Wilhelm var fartygschef på under första världskriget. Han beskriver båten och upplevelser under Neutralitetsvakten i boken "Alle mans katt" från 1938.